# Reife Damen
Reife Damen ist ein Musical von Florian Stanek (Buch und Liedtexte) und Sebastian Brand (Musik) über drei ältere Damen, die beschließen, eine Telefonsexhotline zu gründen. Es wurde 2021 am Theater Schwedt erstaufgeführt.

## Handlung
Als der Mann der pensionierten Ärztin Anna überraschend verstirbt, stellt sie fest, dass er ihr einen enormen Schuldenberg hinterlassen hat. Ihre Schulfreundinnen, die frivole Ex-Schauspielerin Gerda und die scheinbar prüde-konservative Hausfrau Waltraud, die Anna bei der Beerdigung ihres Mannes nach langer Zeit wieder trifft, helfen ihr bei der Suche nach einem Ausweg aus dem Dilemma. Dabei konfrontieren sich die drei grundverschiedenen Damen mit ihren verborgenen Wünschen und Sehnsüchten und landen ultimativ bei der Frage: Was erwarte ich von der Lebenszeit, die mir noch bleibt? Durch eine fehlerhaft aufgegebene Kleinanzeige wird eine „unverfrorene“ Idee geboren: Die drei gründen eine Sexhotline. Zu Beginn erfolglos, werden die Damen durch ein während des Genusses von Graskeksen aufgezeichnetes und im Internet verbreitetes Handyvideo über Nacht zu Stars und gefeierten Symbolen selbstbestimmter Weiblichkeit. Doch die neu gewonnene Prominenz birgt auch Schattenseiten.

## Pressestimmen
„Die pointenreiche Handlung und die mitreißende Musik fesseln von Anfang an. (...) von Texter Florian Stanek liebevoll entworfene Charaktere der Damen (...) [Die Aufführung hat] das Publikum zu Beifallsstürmen hingerissen. (...) Es scheint so gut wie sicher, dass die „Reifen Damen“ auch von anderen Theaterbühnen in Deutschland entdeckt werden.“

„Garantiert jede Menge Lachtränen, schafft aber auch Raum für ernstere Momente. 'Reife Damen' ist weit mehr als ein schlüpfriges Stöhn-Musical. (...) Der Autor entwickelt das Stück weiter zu einer bitter-bösen Komödie, die auch vor Themen wie Altern, Armut, Einsamkeit, Lebenslügen, Senioren-Sex und Medienkritik nicht Halt macht. Auch musikalisch bewegt sich das Stück auf hohem Niveau. (...) Stilistisch reichen die Songs von Disharmonien à la Kurt Weill über eingängige Schlagerballaden und federnden Samba-Rhythmen bis hin zu klassischen Musical-Showstoppern.“

„Wunderbar komisch, aber auch nachdenklich stimmend. Geschichten mit Personen jenseits der 35 gibt es viel zu selten.“

## Produktionsgeschichte

### Readings
Ab Ende 2019 fanden mehrere Readings von Ausschnitten aus dem Musical statt. Die erste Präsentation wurde im MuTh (Konzertsaal der Wiener Sängerknaben) in Wien im Rahmen der Kostprobe abgehalten, moderiert von Otto Jankovich, mit musikalischer Leitung von Alexander Jost. Beim Stückwettbewerb der Komödie am Kurfürstendamm 2020 erreichte das Stück das Finale. Weitere Entwicklungsschritte wurden im Rahmen der Autorenplattform Die Schreib:maschine der Deutschen Musical Akademie gezeigt. Darunter in der Neuköllner Oper Berlin und dem Schmidtchen auf der Hamburger Reeperbahn. Hier übernahmen die Autoren selbst die Moderation und musikalische Leitung. In die Rollen der Damen schlüpften im Rahmen der Präsentationen: Regina Lemnitz, Iris Schumacher, Anne Welte, Tania Golden, Iris Werlin, Eva Maria Neubauer und Anita Eberwein.

### Premiere
Am 15. Oktober 2021 fand die Premiere an den Uckermärkischen Bühnen Schwedt unter Intendant André Nicke statt. Regie führte Lars Franke, die musikalische Leitung übernahm Tom van Hasselt, die Ausstattung Frauke Bischinger. Die Rollen der Damen verkörperten Gabriele Schwabe (Tochter von DDR-Star Willi Schwabe), Ines Venus Heinrich und Katarzyna Kluczna.